# Totengrund (Roman)

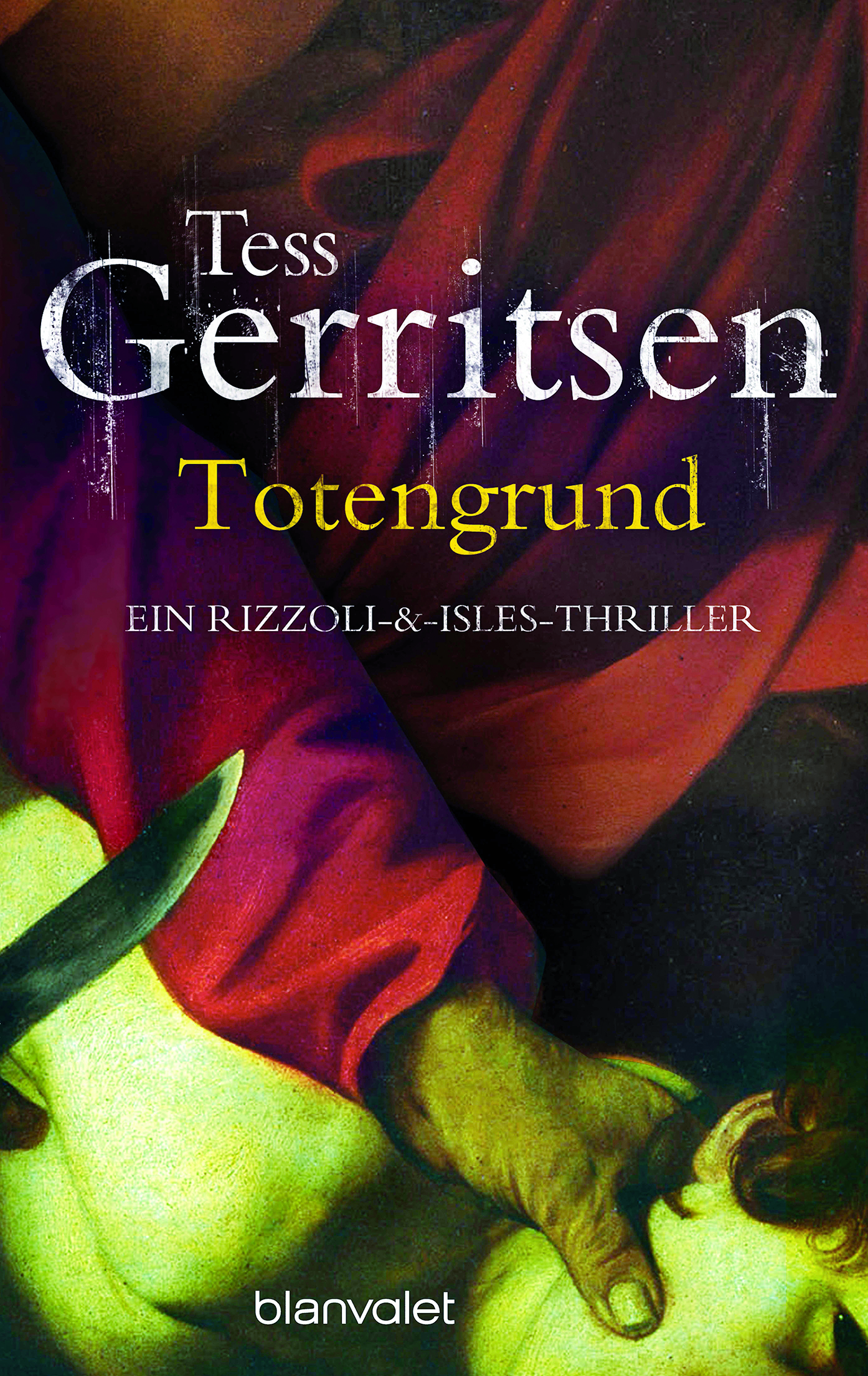
Totengrund

Totengrund (engl. Ice Cold) ist ein am 6. November 2010 in Deutsch erschienener Roman aus dem Genre Medical Thriller der US-amerikanischen Schriftstellerin Tess Gerritsen.
Totengrund ist das achte Buch der Jane-Rizzoli-Serie um die Bostoner Kriminalbeamtin Jane Rizzoli und die Gerichtsmedizinerin Dr. Maura Isles.

## Handlung
Die Gerichtsmedizinerin Dr. Maura Isles trifft auf einem Medizinerkongress in Wyoming einen alten Bekannten und beschließt, mit ihm, seiner minderjährigen Tochter und deren befreundetem Paar einen Ausflug zu einer Berghütte zu machen. Sie bleiben jedoch auf einer verschneiten Landstraße liegen und müssen sich in ein verlassenes Dorf retten. Merkwürdigerweise scheint das Dorf wie in der Zeit erstarrt – das Essen steht noch auf den Tischen, Haustiere liegen tot herum. Die Gruppe versucht schnellstens, wieder aus dem Dorf herauszukommen, aber bei dem Versuch zieht sich einer von ihnen eine schwere Beinverletzung zu.
Mauras Bekannter macht sich auf den Weg, um Hilfe zu holen, aber währenddessen verschlimmert sich der Zustand des Kranken rapide. Zudem entdeckt Maura diverse Spuren im Schnee, die ihr Angst machen und zeigen, dass sie nicht alleine in dem Dorf sind. Als sie keine andere Möglichkeit mehr sieht, als das Bein des Kranken zu amputieren und sich die beiden anderen verbliebenen Frauen weigern, ihr dabei zu helfen, verlässt auch sie das Dorf, um Hilfe zu holen und ihren Bekannten zu suchen, der bereits mit Hilfe auf dem Rückweg hätte sein sollen. Auf dem Weg hört sie ein nahendes Fahrzeug, woraufhin sie freudig die baldige Rettung erwartet. Kurz vor ihrem Zusammentreffen aber begegnet ihr ein Verfolger, der sich angeschlichen hatte.
Jane Rizzoli ist inzwischen bereits in Wyoming, auf das Drängen von Pater Daniel Brophy, dem Geliebten Mauras, dessen Nachrichten an Maura unbeantwortet blieben und der sich größte Sorgen um sie macht. Rizzoli und ihr Mann, FBI-Agent Gabriel Dean, konnten bisher noch nichts Verdächtiges finden. Dann erreicht sie jedoch die Nachricht über den Fund eines Autowracks, in dem Mauras Gepäck und eine verkohlte Leiche in ihrem Alter gefunden wurden. In der Annahme, dass die Tote Maura ist, wird die Leiche nach Boston überführt und zur Beisetzung freigegeben. Erst auf der Beerdigung erhält Rizzoli einen Anruf, der sie eine genauere Überprüfung der Leiche anordnen lässt. Die Zahnanalyse ergibt, dass es sich nicht um Dr. Isles handelt.
Diese ist von einem 16-jährigen Jungen namens Julian Perkins alias Rat entführt worden, der beteuert, er hätte dies zu ihrer Sicherheit getan. Sie glaubt ihm bald, als sie später das verlassene niedergebrannte Dorf erblickt. Rizzoli sucht verzweifelt nach ihrer Freundin und gibt dabei der örtlichen Polizei Gegenstände von Maura für die Spürhunde, die kurze Zeit später im Zusammenhang mit einem Polizistenmord auch gegen Maura verwandt werden. Diese gelangt mit Julians Hilfe an ein Telefon und ruft Rizzoli an. Rat will sie überzeugen, zu fliehen und niemandem zu trauen, doch sie wartet und wird von einem Polizisten gefangen genommen. Rat hält ihn auf und tötet den Deputy versehentlich im Kampf. Maura und Julian fliehen zusammen, als auf sie geschossen wird.
Ein bewaffneter Suchtrupp verfolgt die angeblichen Polizistenmörder, dem sich auch Dean und Anthony Sansone, ein reicher Freund Mauras, der sich selbst als Dämonenjäger betrachtet und führendes Mitglied im Mephisto Club ist. Rizzoli ermittelt indes zusammen mit der Bezirkssozialarbeiterin, Cathy Weiss, gegen eine ominöse Sekte, die sich „Die Zusammenkunft“ nennt und im Dorf beheimatet war. Sie finden heraus, dass der tote Deputy bestochen worden war, und suchen fieberhaft weiter nach Antworten. Sie stoßen in dem verlassenen Dorf auf ein Massengrab mit schließlich 41 Toten, die unter dem Schnee begraben wurden.
Maura und Rat fliehen vor dem Suchtrupp, es kommt aber zur Konfrontation mit diesem und einem Einzelgänger, dem Besitzer einer großen Farm, der Maura und den Jungen töten will. Rat wird von dem Mann angeschossen und überlebt nur, weil Agent Dean und Sansone den Farmbesitzer aufhalten und Maura an dem Jungen eine lebensrettende Thoraxdrainage vornimmt.
Rat überlebt und landet auf der Intensivstation. Maura ist bei der Autopsie des ersten Opfers, ein minderjähriges Mädchen, aus dem Massengrab anwesend. Sie vermutet einen für manche Sekten typischen Massenselbstmord durch Kaliumcyanid (Cyankali). Daher wird der Körper des jungen Mädchens mit Atemschutzmaske seziert. Da ein Gassensor eine Cyanwasserstoff-Exposition ausschließt, nimmt der leitende Rechtsmediziner die Maske ab. Kurz darauf fällt er in Ohnmacht und muss danach auch reanimiert werden. Lediglich Maura kombiniert scheinbar richtig und vermutete eine Phosphorsäureester-Vergiftung. Auf ihr Anraten verabreicht das Notfallteam dem Bewusstlosen Atropin IV, was ihm das Leben rettet.
Kurze Zeit später wird eine Razzia gestartet, um den Anführer der Sekte, einen selbsternannten Propheten namens Jeremiah Goode, in einer anderen Siedlung in Idaho zu fangen. Dort wird das Polizeikommando bereits freundlich erwartet, was Rizzoli und Weiss misstrauisch macht. Es stellt sich heraus, dass Goode die Konfrontation mit den Beamten filmen lässt, um sich später als Opfer darzustellen. Cathy Weiss gibt sich als Katie Sheldon zu erkennen, die vor 16 Jahren mit Goode zwangsverheiratet, von ihm mehrfach missbraucht wurde und ihm mindestens sechs Kinder geboren hat. Katie erschießt Goode, bevor sie selbst von der Polizei erschossen wird. Die Sekte bricht danach, wie Sheldon im Voraus vermutet hatte, ohne ihren Führer auseinander.
Dr. Isles und Rizzoli wollen bereits nach Hause fahren, als sie erfahren, dass die Opfer nicht durch einen Phosphorsäureester aus einem Pestizid getötet wurden. Maura erkennt ihre Fehleinschätzung und fährt noch einmal in das Dorf. Dort findet sie Behälter mit VX-Gas, einem chemischen Kampfstoff mit derselben Wirkungsweise wie dem Pestizid. Der Farmbesitzer ist ihnen gefolgt und droht damit, den Behälter zu zerstören, was ihn und die beiden Frauen durch das dann freigesetzte Nervengas töten würde. Rizzoli wird gezwungen, ihn zu erschießen. Das Dorf war nicht durch einen Massenmord, sondern durch einen Unfall bei der Freilegung von durch den Farmbesitzer illegal vergrabenen Giftgasbehältern ausgelöscht worden.
Monate später erfährt man, dass Mauras Gesuch, Rat zu adoptieren, aufgrund ihrer Lebensumstände abgelehnt wurde. Stattdessen wird der Junge von Sansone und Lily Saul, einer Altertumsforscherin aus Blutmale, die ebenfalls eine Dämonenjägerin aus dem Mephisto-Club ist, in eine spezielle Privatschule aufgenommen, um seine besonderen Überlebensfertigkeiten zu nutzen und zu perfektionieren.